# Larinia borealis
Larinia borealis är en spindelart som beskrevs av Banks 1894. Larinia borealis ingår i släktet Larinia och familjen hjulspindlar. Inga underarter finns listade i Catalogue of Life.